# Ronny Labonne
Ronny Labonne, né le 14 septembre 1997 au Lamentin en France, est un footballeur français. Il évolue actuellement au SM Caen au poste d'arrière droit.

## Biographie
Né au Lamentin en Martinique, il grandit dans la cité Mansarde du Robert et débute le football dans le club de sa ville à l'âge de quatre ans et demi. Par la suite, il intègre le pôle Espoirs de Martinique à quatorze ans. Durant les vacances scolaires, il passe plusieurs essais dans des clubs professionnels de la métropole (AS Saint-Étienne, FC Girondins de Bordeaux, OM) sans qu'aucun d'eux ne soit concluant. Cependant, il intègre les équipes de jeunes de la JA Drancy où il évolue au poste d'ailier droit aux côtés de Marcus Coco et de Jean-Philippe Mateta notamment.
Il part ensuite à l'AS Lyon Duchère où il joue dans un premier temps avec l'équipe réserve avant de faire quelques apparitions en National. Il signe un premier contrat fédéral à l'AS Saint-Priest (National 2) mais est freiné par une blessure. Toujours étudiant en parallèle de sa carrière sportive, il obtient une licence STAPS.
En 2020, il s'engage avec la réserve du FC Lorient. Sous les ordres de Régis Le Bris, il est reconverti en latéral droit lors d'un match amical en février 2021. Ce nouveau positionnement lui permet de délivrer de nombreuses passes décisives. Ses performances lui permettent de participer à quelques entraînements de l'équipe professionnelle et d'être repéré par le Nîmes Olympique. En 2022, il signe ainsi son premier contrat professionnel pour une durée de deux ans (plus deux autres en option). Pour ses débuts en Ligue 2, il joue régulièrement et évolue durant la saison sur près de sept postes différents.
En 2025, il signe libre au SM Caen récemment relégué en National .

## Statistiques
| Saison                | Club                  | Championnat           | Championnat | Championnat | Coupe(s) nationale(s) | Coupe(s) nationale(s) | Total | Total |
| Saison                | Club                  | Division              | M.          | B.          | M.                    | B.                    | M.    | B.    |
| 2022-2023             | Nîmes Olympique       | Ligue 2               | 32          | 0           | 3                     | 0                     | 35    | 0     |
| 2023-2024             | Nîmes Olympique       | National              | 10          | 0           | 1                     | 1                     | 11    | 1     |
| 2024-2025             | Nîmes Olympique       | National              | 18          | 0           | 0                     | 0                     | 18    | 0     |
| Sous-total            | Sous-total            | Sous-total            | 60          | 0           | 4                     | 1                     | 64    | 1     |
| 2025-2026             | SM Caen               | National              | 0           | 0           | 0                     | 0                     | 0     | 0     |
| Total sur la carrière | Total sur la carrière | Total sur la carrière | 60          | 0           | 4                     | 1                     | 64    | 1     |